# Château du Grand-Bury
Le château du Grand-Bury, dans le Val-d'Oise, ne doit pas être confondu avec le château de Bury, situé dans le département du Loir-et-Cher (Centre-Val de Loire).
Pour les articles homonymes, voir Château de Bury.
 (juillet 2018).
Le château du Grand-Bury est une demeure du XIXe siècle commandée par Pierre Tattet. Il se situe à Margency dans le Val-d'Oise.

## Historique
La famille Tattet fit l'acquisition du domaine en 1822. Le château fut construit en 1834 par un célèbre architecte, Louis Visconti, à qui la vallée de Montmorency doit de nombreuses demeures blanches rectangulaires à toit plat avec balustres.
Le parc du domaine fut dessiné par Jean-Pierre Barillet-Deschamps, le paysagiste du Bois de Boulogne.
Victor Hugo venait pêcher dans le lac attenant au château.
Vers 1830, une société lettrée fréquentait le Grand-Bury, regroupée autour des « trois Alfred » : Alfred Tattet, Alfred Leroux (beau-frère du précédent et propriétaire du domaine de Maugarny, dans les environs), et Alfred de Musset. La vie à Bury était alors faite de parties de billard, de courses à cheval, de baignades dans l'Oise ou dans le lac de la propriété. Bury fut l'une des résidences de Musset, qui y reçut George Sand.
« Eh bien ! Je l'ai quitté cet ennuyeux Paris que j'adore. J'ai été à Bury. J'ai revu les bois que j'aimais tant, il y a deux ans. Je me suis abreuvé de verdure, nous avons pris le café en plein air et joué au loto : qu'est-ce que tu veux de plus innocent ? » écrivit Musset à son frère.
En 1939, la propriétaire des lieux loua Bury aux Pères maristes du collège Sainte-Marie de Sierck-les-Bains en Moselle. Ces derniers fuyaient la zone des combats et cherchaient une maison d'accueil pour leurs élèves. La propriété fut finalement vendue aux Pères maristes en 1943.

## Utilisation contemporaine
Le château abrite aujourd'hui la direction du collège et du lycée d'enseignement catholique mariste Notre-Dame de Bury, qui compte en moyenne six à huit classes par niveau pour environ 30 à 37 élèves par classe.
L'établissement accueille des élèves des communes voisines, notamment Ermont, Saint-Leu-la-Forêt, Eaubonne, Enghien-les-Bains, Montlignon, Andilly, Soisy-sous-Montmorency, Montmorency, Saint-Prix, Chauvry et bien sûr de Margency, de la 6e à la Terminale.
Ce dernier leur enseigne aussi bien les valeurs maristes que toutes autres valeurs religieuses, et possède un taux de réussite au diplôme national du Baccalauréat de 98,0%. De nombreuses options y sont proposées, dans différents milieux tant sportifs, culturels, artistiques ou même linguistiques.
Des bourses peuvent aujourd’hui être accordées à tout élève en difficulté ou aux élèves obtenant d’excellents résultats.